# گالووی (اوهایو)
گالووی (به انگلیسی: Galloway) یک منطقهٔ مسکونی در ایالات متحده آمریکا است که در شهرستان فرانکلین، اوهایو واقع شده‌است.